# Blutroter Meerampfer

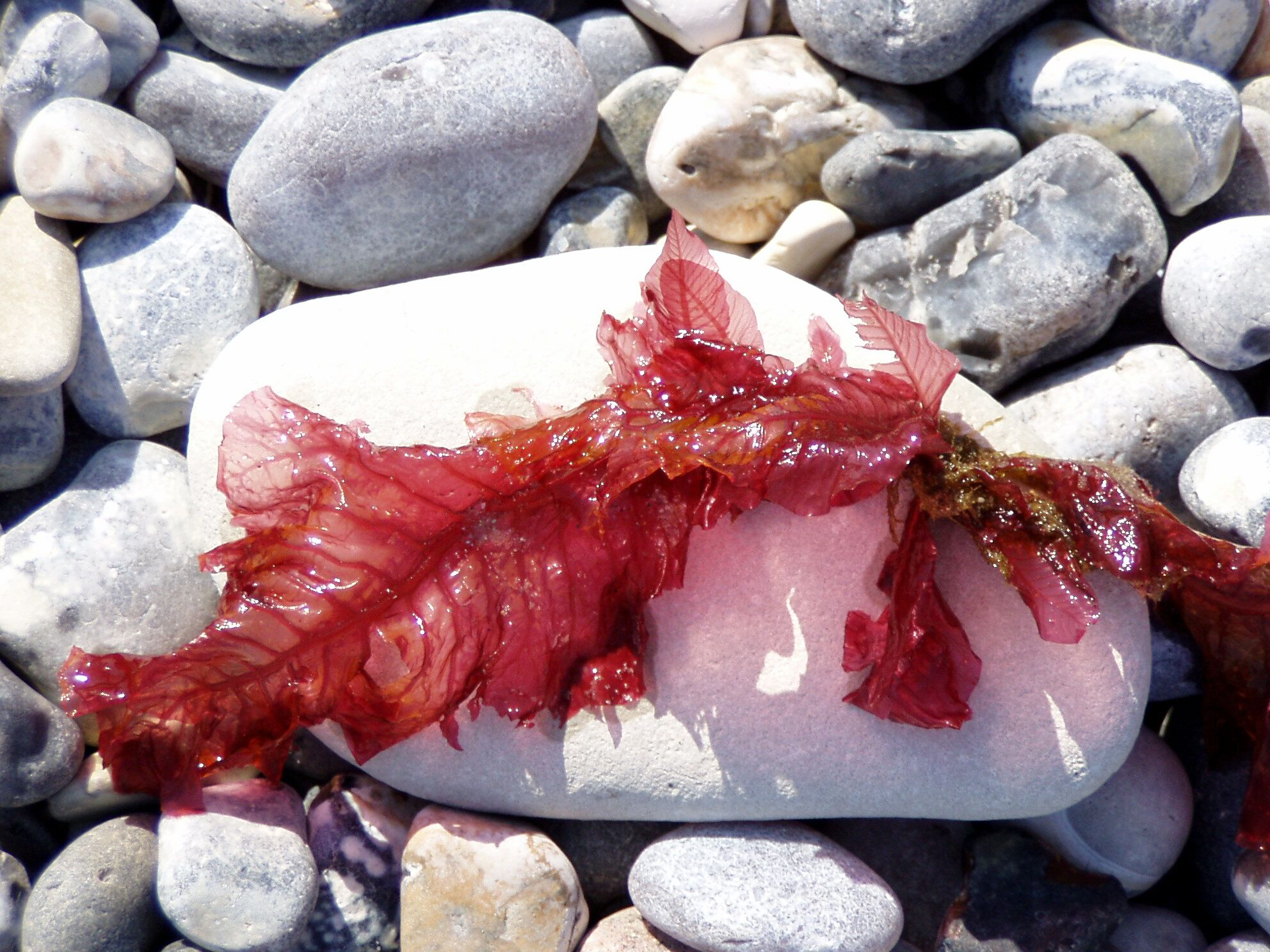
Angeschwemmter Blutroter Meerampfer an der Helgoländer Düne

Der Blutrote Meerampfer (Delesseria sanguinea), auch Blutroter Seeampfer genannt, ist eine im Atlantik lebende Art der Rotalgen. Er kommt auch in der Nordsee bei Helgoland und in der Ostsee vor.

## Beschreibung
Der Thallus des Blutroten Meerampfers ist mit einer dicken Haftscheibe am Untergrund festgewachsen. Daraus entspringt ein kurzer knorpeliger, meist verzweigter Stiel, an dem sich einzelne oder mehrere blattähnliche Phylloide befinden. Sie sind blutrot bis rosenrot, schmal oder breit lanzettförmig, etwa 5 bis 25 cm lang und 3 bis 10 cm breit, kurz gestielt, mit glattem, oft wellig-faltigem Rand. Kennzeichnend für die Art ist eine kräftige, bis zur Spitze reichende Mittelrippe mit deutlich sichtbaren paarigen Seitenadern. Zwischen den Seitenadern ist die Blattfläche einschichtig.

## Entwicklungszyklus
Der Blutrote Meerampfer ist mehrjährig, wobei nur die Mittelrippen überwintern. Zum Ende des Winters bilden sich daran viele schmale Blättchen, die während des Frühjahrs zu den großen Phylloiden heranwachsen. Durch Flächenwachstum wirkt der Blattrand in den Sommermonaten dann stark gekräuselt. Ab August degeneriert die Blattfläche wieder.
Im Winter entstehen die Fortpflanzungsorgane an den Mittelrippen jeweils auf getrennten männlichen und weiblichen Gametophyten. Die männlichen Gameten werden in kleinen farblosen Blättchen gebildet. Auf weiblichen Pflanzen entwickeln sich nach der Befruchtung der Eizellen die Zystokarpien zu schmal gesäumten Knötchen. Darin befindet sich die zweite Generation, der winzige Karposporophyt. Ende Februar setzt er die Karposporen frei, aus denen die dritte Generation, der Tetrasporophyt auskeimt. Auch die Tetrasporen entstehen in speziellen Blättchen.

## Vorkommen
Der Blutrote Meerampfer kommt im Nordost-Atlantik von Skandinavien bis zur Atlantikküste Spaniens vor, ebenso in der Nordsee und Ostsee, und vereinzelt auch im Mittelmeer. Er ist am Helgoländer Felssockel und an den Küsten der westlichen und östlichen Ostsee nachgewiesen.
Er wächst in tieferen Uferzonen (sublitoral) von der Niedrigwasserlinie bis zu einer Tiefe von etwa 30 Metern. Er besiedelt Felsen oder schattige Gezeitentümpel. Gelegentlich siedelt er sich auch epiphytisch auf anderen Seetangen an. Nach Stürmen ist er oft in großen Mengen angespült am Strand zu finden.

## Systematik
Die wissenschaftliche Erstbeschreibung erfolgte 1762 durch William Hudson unter dem Namen Fucus sanguineus (in: Flora anglica, S. 475). Jean Vincent Félix Lamouroux trennte die Art 1813 als eine eigene Gattung Delesseria ab, deren Typusart Delesseria sanguinea ist.
Synonyme sind Delesseria sanguinea f. filiformis Levring, Delesseria sanguinea var. lanceolata C. Agardh, Fucus sanguineus Hudson, Hydrolapathum sanguineum (Hudson) Stackhouse, Sphaerococcus sanguineus (Hudson) Wahlenberg und Wormskioldia sanguinea (Hudson) Spengel.

## Nutzung
Der Blutrote Meerampfer wurde früher pharmakologisch zur Blutungsstillung verwendet.  Er enthält sulfatierte Polysaccharide, die zu zwei Dritteln aus Xylose und zu etwa einem Viertel aus Galactose und Glucose bestehen, wobei der Glucosegehalt starken Schwankungen unterworfen ist. In Spuren sind weitere Monosaccharide enthalten. Solche Polymere kommen in verschiedenen Algen wie dem Korallenmoos vor und wirken möglicherweise entzündungs- und tumorhemmend. Außerdem hemmt der Algenextrakt Enzyme, die an Zell- und Hautalterung beteiligt sind, und könnte in der Kosmetikindustrie eingesetzt werden. Die Universität Kiel führt am Riff Nienhagen in der Ostsee Forschungsprojekte zur Entwicklung eines marktfähigen Produktes auf der Basis von Delesseria sanguinea durch.